# プレジャーボート

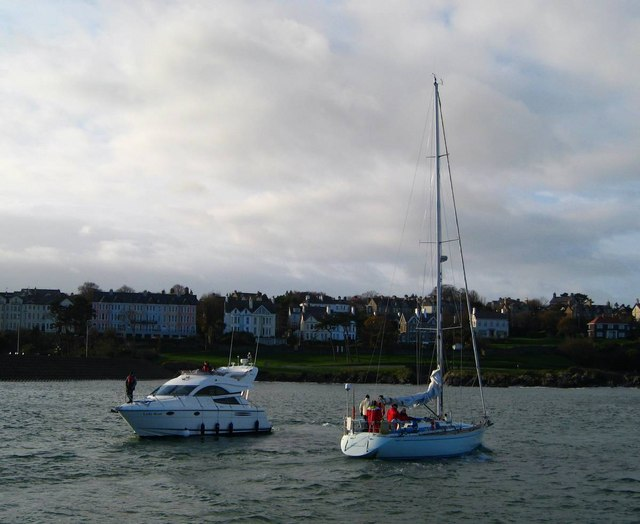
モータークルーザーとセーリングクルーザー

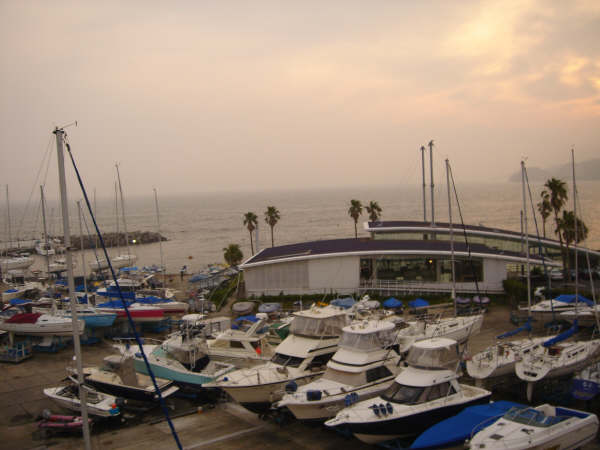
逗子マリーナに陸上保管されるプレジャーボート群

プレジャーボート（英: pleasure boat、pleasure craft）とは、海洋レジャーに使われる船艇の総称。ヨット、モーターボート、水上オートバイなど。

## 概要

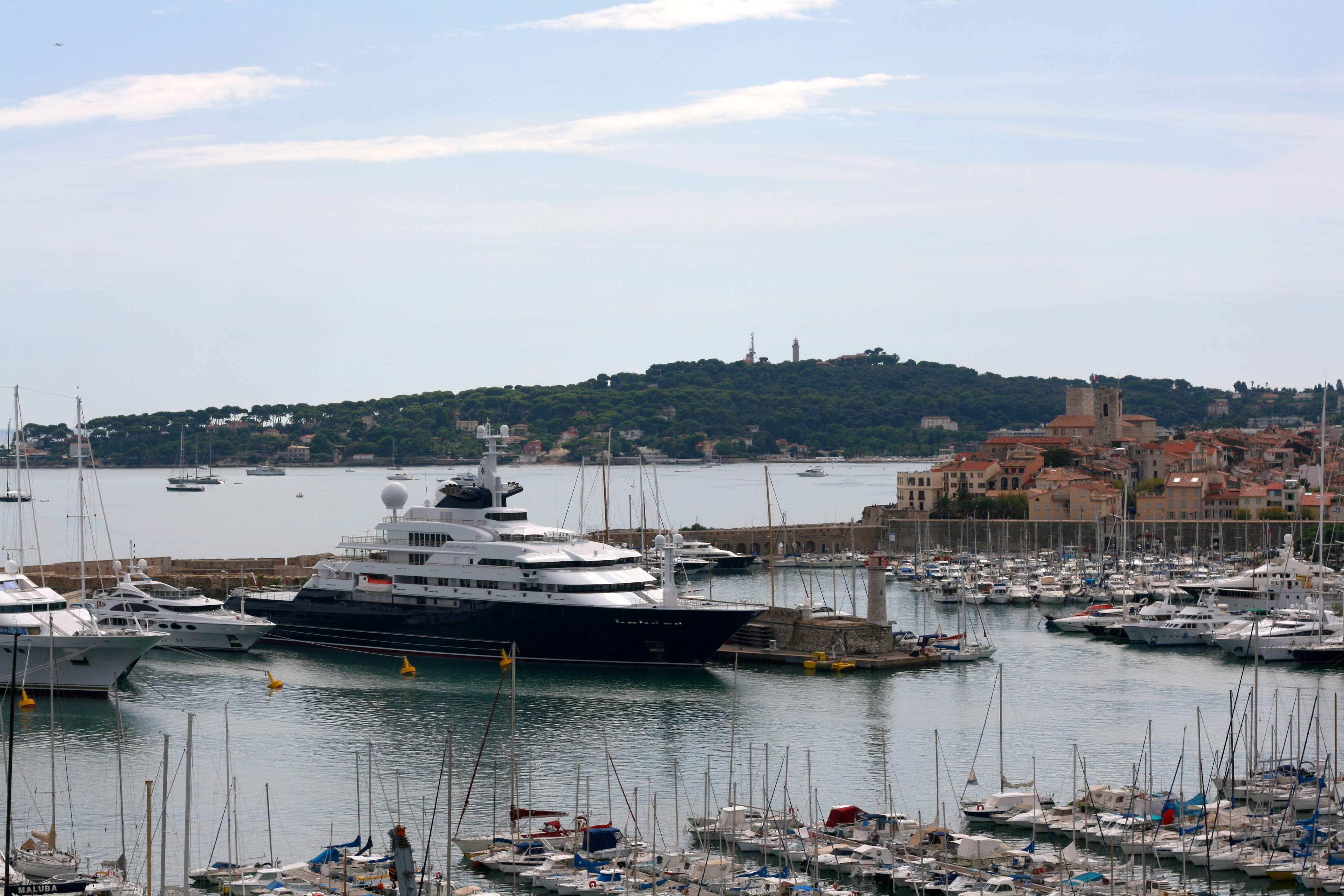
停泊するオクトパス（中央にある大型の船）

プレジャーボートの国際的な標準解釈は定まっていない。
日本ではおおむね4.5- 18メートル程度のものが一般的で、ハルの素材はほとんどの場合がFRP製である。
ヨーロッパでは「プレジャーボートとは長さ2.5メートルを下回らない水上移動装置としての、または水上移動装置として使用できるあらゆる性質の水上航行器具もしくは設備」で、そのうち用途が非営利の海上スポーツ、スポーツフィッシング、または娯楽用のものと定めている。
イタリアでは、10m以下の動力艇または帆船を小型プレジャーボート、10〜24mまでの動力艇または帆船を中型プレジャーボート、24m以上のプレジャーボートを大型プレジャーボートとしている。
中国の中交協郵輪遊艇分会によるプレジャーボート（遊艇）の定義では「健康的かつハイセンスで、大いに発展の可能性を持つ一種の水上レジャーおよび水上スポーツ製品」とされている。
小さいものにはインフレータブルボート（ゴムボート）、カートップボート、分割式ボートなどがある。富裕層向けとして100フィートを超えるスーパーヨット（ラグジュアリーヨット、ギガヨットとも）も多数建造されている。一例として、マイクロソフト社の共同創業者で実業家のポール・アレンが所有するオクトパスは全長441フィートの船体にプールなどの快適装備のほか、2つのヘリパッドと専属の搭載ヘリ、2種類の海底探査機をはじめとした探査機材が搭載され、海底調査の専門家チームが乗船すれば海洋調査船としても機能する。
なお、プレジャーボートを軍や行政組織が業務用に流用することもあり、沿岸警備隊や水上警察などが警察用無線や回転灯の追加など小改造を施したうえで哨戒艇（巡視艇）として使用することが多い。アメリカ海軍では、ベトナム戦争中にプレジャーボートを元とした河川哨戒艇 (PBR) が大量配備された。また、イラン・イラク戦争では、イラン革命防衛隊がスウェーデン製のプレジャーボートを大量購入し、ペルシャ湾において武装小艇として活用している。

## 製造メーカー

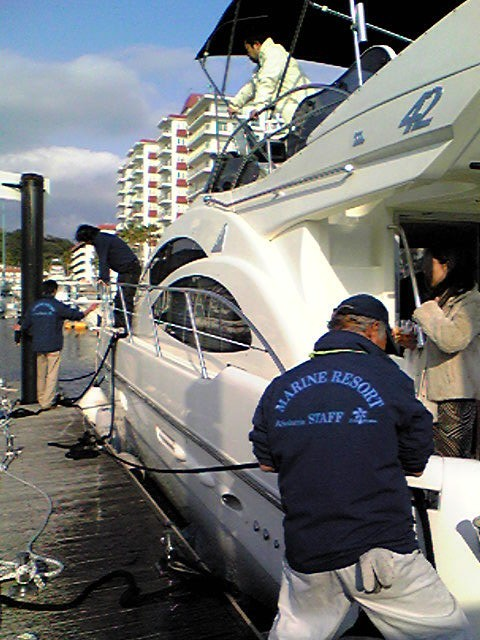
フライブリッジボートの一例
アジム42

### 日本のメーカー
- ヤマハ発動機（ヤマハ） - 船外機から水上オートバイ（「マリンジェット」はヤマハの登録商標）、ヨットや汽船など快遊船の小型船舶、漁船、船用ディーゼルエンジンまで扱う小型船舶の総合メーカーでもある。
- ヤンマー - 海外でも高い評価を受けるインボードディーゼルエンジンやガソリン船外機をヤンマー舶用システムがラインナップし、船体はヤンマー造船が和船からプレジャーボートまでを幅広く手がけている。輸入艇に対抗すべくアズールブランドを立ち上げた。
- 川崎重工業（カワサキ） - プラントから航空機・造船まで扱う重工業の総合メーカー。水上オートバイ（「ジェットスキー」はカワサキの登録商標）を製造している。
- トーハツ - 日本の老舗エンジンメーカー。船外機と小型船舶を製造している。
- 日産マリーン（ブランドは「ニッサン」） - 日産自動車の系列会社で、小型船舶を製造していた。近年は日産自動車製エンジンがすべて廃止され、いすゞマリン製造やボルボ製を採用、自社ブランドの船外機はホンダからOEM供給を受けていた。
- ニュージャパンマリン - 自社ブランド船の他、ヤマハとトヨタのOEM生産を行う[3]。
- 株式会社クリエイション（アンフィニ・ブルーピーター・カロライナスピリット・リベロ・アルバトロッサー） - 大阪府堺市を拠点にし、24ftから100ftを超えるメガヨットまでのプロデュース・販売を行っている。提携造船所を中華民国（台湾）や中華人民共和国に持ち、2009年までに約200隻以上のプレジャーボートを建造している。主に50ftを超えるプレジャーボートがメイン。
- トヨタ自動車（トヨタ自動車マリン事業部） - ボートも手がける自動車メーカーとしては最大手。アルミハルの「ポーナム」シリーズと、同社製自動車エンジンをベースにした船舶用インボードエンジンを製造・販売している。ヤマハとは艤装委託、エンジン相互供給関係にある。
- スズキ - 自動車メーカー。船外機と小型船舶を製造している。
- 本田技研工業（ホンダ） - 自動車メーカー。船外機を製造している。
- サードマリン -  自動車部品メーカー。2015年にトーイングボートで新規参入。

### 日本以外のメーカー
- 中華民国：プレジデント（President） - メガヨットをオーダーメイドで製作
- アメリカ合衆国：ブランズウィック・コーポレーション
  - シーレイ（Sea Ray） - 10フィート台のボートから50フィート台のクルーザーが中心
  - ベイライナー（Bayliner） - 10フィート台のボートから30フィート台のクルーザーが中心
- アメリカ合衆国：トラッカー・マリン（Tracker Marine） - フィッシング・ボートやポンツーン型のパーティー・ボートが中心
- フランス：ベネトウ（Beneteau） - ヨットとクルーザーを製作
- イタリア：アジムット（Azimut） - 40フィート以上のクルーザーを製作
- イタリア：フェレッティ（Feretti） - 40フィート以上のクルーザーを製作
- イタリア：リーバ（Riva） - 10フィート台のボートからパワーボート、クルーザーを製作
- イタリア：コーデカーサ（Codecasa） - セミオーダーのメガヨットを製作
- フィンランド：ナウティキャット（Nauticat Yachts） - セーリングクルーザーを製作
- モナコ：ウォリー・ヨット（Wally Yachts） - 帆船が中心であるが、ウォータージェットを使用した高速ボートも開発している。